# Ydre kommun
Ydre kommun är en kommun i Östergötlands län. Kommunen är belägen i landskapet Östergötlands södra skogsbygd, på gränsen till Småland. Ydre har periodvis varit Sveriges till invånarantalet minsta kommun utanför Norrland. 
Kommunen är belägen på norra sidan av Sydsvenska höglandet, vid sjön Sommens södra strand. Kommunens geografiska läge mellan Östgötaslätten och det Småländska höglandet präglar kommunens näringsliv där jord- och skogsbruket likväl som träindustrin utgör basen. 
Sedan 1990-talet har befolkningsutvecklingen varit negativ. Det kommunala styret har varit skiftande. Efter valen 1995, 2003 och 2014 ingick samtliga partier i kommunfullmäktige i en gemensam koalition.

## Administrativ historik
Kommunens område motsvarar Ydre härad omfattande socknarna: Asby, Norra Vi, Sund, Svinhult, Torpa och Västra Ryd. I dessa socknar bildades vid kommunreformen 1862 landskommuner med motsvarande namn.  
Vid kommunreformen 1952 sammanlades kommunerna till den då bildade  Ydre landskommun.
Ydre kommun bildades vid kommunreformen 1971 genom ombildning av Ydre landskommun. 
Kommunen ingår sedan bildandet i Linköpings domsaga.

## Geografi
Kommunen gränsar i norr till Boxholms kommun, i öster till Kinda kommun, i sydost till Vimmerby kommun, i söder till Eksjö kommun samt i väster till Aneby och Tranås kommuner.

### Topografi och hydrografi
Kommunen är belägen på norra sidan av  Sydsvenska höglandet. Berggrunden bildar höjdområden bestående av platåer på grund av kraftiga uppsprickningar i berggrunden som huvudsakligen består av granit. Platåerna omges av dalgångar. I mellersta och sydöstra delarna av kommunen finns rullstensåsar som markerar isälvsavlagringar. Lokala issjöar bildades i samband att inlandsisen smälte och dess strandlinjer kan tydligt skönjas kring Sommens stränder. Barrskog dominerar östra och sydöstra landskapet i kommunen medan blandskog finns i resten av området. I norr har kommunen kust mot Sommen och i väster ligger sjön Östra Lägern. Bland vattendrag återfinns Bulsjöån och Stångån.

### Naturskydd
Det finns 22 naturreservat i Ydre kommun.
I sprickdalslandskapet i området kring Sommen ligger naturreservatet Österhult. Det är beläget på 210 till 245 meter över havet.  På de högre höjderna växer blåbär och kruståtel med inslag av lingon, knärot och grönpyrola. På de lägre höjderna växer harsyra, blåsippa, vätteros, trolldruva och vårärt.
Mellan Solbergasjön och Bulsjöån ligger Kallåns naturreservat, genom reservatet rinner ån med samma namn som anses vara en värdefull naturmiljö. I ån finns många ovanliga bottenfauna. Kring ån växer den rödlistade dunmossan likväl som purpurvitmossa, knoppvitmossa, filtrundmossa och bandpraktmossa.

### Administrativ indelning
Fram till 2016 var kommunen för befolkningsrapportering indelad i tre församlingar – Norra Ydre församling, Sund-Svinhults församling och Västra Ryds församling.

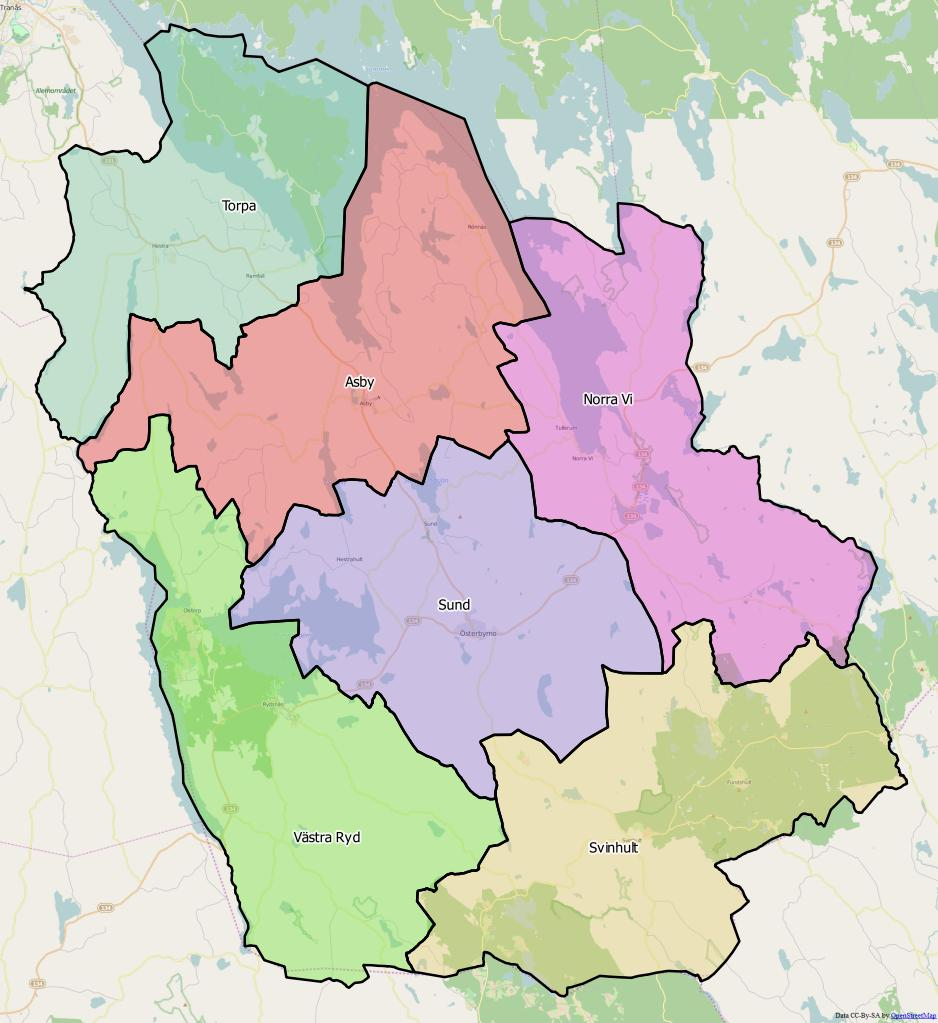
Distrikt (socknar) inom Ydre kommun

Från 2016 indelas kommunen i sex distrikt, vilka motsvarar de tidigare socknarna – Asby, Norra Vi, Sund, Svinhult, Torpa och Västra Ryd.

### Tätorter
Det finns tre tätorter i Ydre kommun.
I tabellen presenteras tätorterna i storleksordning per den 31 december 2020. Centralorten är i fet stil.
| Nr | Tätort    | Befolkning |
| -- | --------- | ---------- |
| 1  | Österbymo | 900        |
| 2  | Hestra    | 473        |
| 3  | Rydsnäs   | 282        |

### Postadress
Den 4 mars 2013 infördes postorten Ydre för huvuddelen av kommunen, vilken då ersatte Österbymo och Tranås. Mindre, gränsnära, områden tillhör postorterna Bruzaholm, Gullringen och Kisa.

## Styre och politik

### Styre
Under åren 1995–1998 samt 2003–2010 styrdes Ydre av samtliga partier i kommunfullmäktige. 
Ydre kommun styrdes även under mandatperioden 2015–2018 av samtliga partier i ett samstyre. Efter valet 2018 valde Centerpartiet, Socialdemokraterna och Moderaterna att styra kommunen tillsammans, under namnet Samstyret. Efter valet 2022 styr Centerpartiet och Moderaterna i ett minoritetsstyre. 
| År        | Partier | Partier | Partier | Partier | Partier | Partier |
| --------- | ------- | ------- | ------- | ------- | ------- | ------- |
| 1995-1998 | C       | S       | M       | KD      | FP      | MP      |
| 1999-2002 | C       | KD      | M       | FP      |         |         |
| 2003-2006 | S       | C       | KD      | M       | FP      | MP      |
| 2006-2010 | S       | C       | M       | KD      | FoM     |         |
| 2010-2014 | C       | M       | KD      |         |         |         |
| 2014-2018 | S       | C       | M       | MP      | KD      | SD      |
| 2018-2022 | C       | S       | M       |         |         |         |
| 2022-     | C       | M       |         |         |         |         |

### Kommunfullmäktige

#### Presidium
| Presidium 2022–2026    | Presidium 2022–2026 | Presidium 2022–2026 |
| ---------------------- | ------------------- | ------------------- |
| Ordförande             | C                   | Anders Andersson    |
| Förste vice ordförande | M                   | Louise Bergqvist    |
| Andre vice ordförande  | S                   | Lars-Göran Svensson |

Källa:

#### Mandatfördelning 1970–2022
Centerpartiet och Socialdemokraterna har historiskt varit de två dominerande partierna i Ydre kommun. Centerpartiet var det största partiet i kommunvalen 1970-1994 och Socialdemokraterna har varit det största partiet i kommunvalen 1998-2014.

Vänsterpartiet, som är ett riksdagsparti, fick sitt första mandat i kommunfullmäktige 2018.   Folkpartiet/Liberalerna åkte ut ur fullmäktige i valet 2006.
| 10 | 13 | 6 | 2 | 4 |

| 29 | 6 |

| 10 | 14 | 5 | 2 | 4 |

| 30 | 5 |

| 10 | 15 | 4 | 2 | 4 |

| 27 | 8 |

| 9 | 14 | 4 | 3 | 5 |

| 25 | 10 |

| 11 | 13 | 3 | 3 | 5 |

| 25 | 10 |

| 11 | 13 | 4 | 2 | 5 |

| 27 | 8 |

| 10 | 2 | 12 | 4 | 3 | 4 |

| 24 | 11 |

| 10 | 2 | 12 | 3 | 4 | 4 |

| 24 | 11 |

| 12 | 2 | 12 | 2 | 3 | 4 |

| 23 | 12 |

| 11 | 2 | 10 |  | 6 | 5 |

| 18 | 17 |

| 12 |  | 10 | 2 | 6 | 4 |

| 20 | 15 |

| 10 | 2 | 10 | 4 | 5 |

| 18 | 13 |

| 10 | 3 |  | 9 | 2 | 6 |

| 17 | 14 |

| 7 | 2 | 1 | 6 | 1 | 4 |

| 11 | 10 |

| 1 | 5 | 1 | 2 | 7 | 1 | 4 |

| 13 |  | 7 |

| 1 | 5 | 2 | 6 | 1 | 6 |

| 13 | 8 |

### Nämnder

#### Kommunstyrelse
Totalt har kommunstyrelsen sju ledamöter. Moderaterna har tre, Centerpartiet har två och Socialdemokraterna har två.
Kristdemokraterna, Vänsterpartiet och Sverigedemokraterna har varsin insynsplats i kommunstyrelsen
.
| Presidium 2022–2026    | Presidium 2022–2026 | Presidium 2022–2026    |
| ---------------------- | ------------------- | ---------------------- |
| Ordförande             | C                   | Nina Vissing           |
| Förste vice ordförande | M                   | Håkan Thudén           |
| Andre vice ordförande  | S                   | Gunilla Klint Armsköld |

#### Lista över kommunstyrelsens ordförande
Efter valet 2018 återvaldes Sven-Inge Karlsson (C) till kommunstyrelsens ordförande. Efter en kort tids sjukdom avled Sven-Inge Karlsson (C) den 24 december 2019. Den 24 februari 2020 valdes Elisabet Hagström (C) till ny kommunstyrelseordförande. Den 1 januari 2025 tillträdde Nina Vissing (C) som ny ordförande.
| Namn | Namn                     | Tillträdde       | Avgick           |
| ---- | ------------------------ | ---------------- | ---------------- |
|      | Sven Blom (C)            | 1 januari 1971   | 31 december 1988 |
|      | Göran Samuelsson (C)     | 1 januari 1989   | 31 december 1998 |
|      | Inga Arnell Lindgren (C) | 1 januari 1999   | 31 december 2010 |
|      | Sven-Inge Karlsson (C)   | 1 januari 2011   | 24 december 2019 |
|      | Elisabet Hagström (C)    | 24 februari 2020 | 31 december 2024 |
|      | Nina Vissing (C)         | 1 januari 2025   |                  |

#### Övriga nämnder
| Nämnd                                      | Ordförande | Ordförande           | Vice ordförande | Vice ordförande   |
| ------------------------------------------ | ---------- | -------------------- | --------------- | ----------------- |
| Myndighetsnämnden för byggnation och miljö | C          | Inga Arnell Lindgren | M               | Gunnar Arvidsson  |
| Socialtjänstens myndighetsnämnd            | M          | Peter Bergquist      | C               | Wilhelm Ydreståhl |
| Valnämnden                                 | C          | Nina Vissing         | M               | Louise Bergqvist  |

## Ekonomi och infrastruktur

### Näringsliv
Kommunens geografiska läge mellan Östgötaslätten och det Småländska höglandet präglar kommunens näringsliv. Jord- och skogsbruket skapar omkring 14 procent av kommunens arbetstillfällen och har även kommit att prägla tillverkningsindustrin där träindustrin har en dominerande ställning. Omkring 20 procent av kommunens arbetstillfällen finns inom träindustrin, där märks företag som Forsnäs AB, som tillverkar formpressad faner, Träullit AB, som tillverkar träullplattor samt Neova AB som tillverkar träbränsle och pellets. Där tillkommer ett flertal snickerier och möbelföretag. Omkring 35 procent av arbetstillfällena står den kommunala  förvaltnings- och serviceverksamheten för.

### Infrastruktur

#### Transporter
Ydre kommun genomkorsas av länsvägarna 131 och 134.

#### Utbildning
I kommunen finns två grundskolor, båda i kommunal regi. Gymnasieskola saknas varför majoriteten av gymnasieeleverna väljer att studera i Eksjö och Tranås kommuner.

## Befolkning
Kommunen är till invånarantalet Götalands minsta och har Sveriges minsta centralort, Österbymo. Befolkningstätheten i kommunen är Götalands lägsta.

### Demografi

#### Befolkningsutveckling
Kommunen har 3 626 invånare (31 december 2024), vilket placerar den på 282:a plats avseende folkmängd bland Sveriges kommuner.
| Befolkningsutvecklingen i Ydre kommun 1970–2020 | Befolkningsutvecklingen i Ydre kommun 1970–2020 | Befolkningsutvecklingen i Ydre kommun 1970–2020 | Befolkningsutvecklingen i Ydre kommun 1970–2020 | Befolkningsutvecklingen i Ydre kommun 1970–2020 |
| ----------------------------------------------- | ----------------------------------------------- | ----------------------------------------------- | ----------------------------------------------- | ----------------------------------------------- |
|                                                 |                                                 |                                                 |                                                 |                                                 |
| År                                              |                                                 |                                                 | Folkmängd                                       |                                                 |
| 1970                                            | 1970                                            |                                                 | 4 363                                           |                                                 |
| 1975                                            | 1975                                            |                                                 | 4 297                                           |                                                 |
| 1980                                            | 1980                                            |                                                 | 4 362                                           |                                                 |
| 1985                                            | 1985                                            |                                                 | 4 330                                           |                                                 |
| 1990                                            | 1990                                            |                                                 | 4 333                                           |                                                 |
| 1995                                            | 1995                                            |                                                 | 4 276                                           |                                                 |
| 2000                                            | 2000                                            |                                                 | 4 131                                           |                                                 |
| 2005                                            | 2005                                            |                                                 | 3 866                                           |                                                 |
| 2010                                            | 2010                                            |                                                 | 3 672                                           |                                                 |
| 2015                                            | 2015                                            |                                                 | 3 658                                           |                                                 |
| 2020                                            | 2020                                            |                                                 | 3 727                                           |                                                 |

#### Utländsk bakgrund
Den 31 december 2014 utgjorde antalet invånare med utländsk bakgrund (utrikes födda personer samt inrikes födda med två utrikes födda föräldrar) 362, eller 9,89 % av befolkningen (hela befolkningen: 3 660 den 31 december 2014).

#### Invånare efter de vanligaste födelseländerna
Den 31 december 2014 utgjorde folkmängden i Ydre kommun 3 660 personer. Av dessa var 321 personer (8,8 %) födda i ett annat land än Sverige. I denna tabell har de nordiska länderna samt de 12 länder med flest antal utrikes födda (i hela riket) tagits med. En person som inte kommer från något av de här 17 länderna har istället av Statistiska centralbyrån förts till den världsdel som deras födelseland tillhör.
| Födelseland      | Födelseland                       | Födelseland |
| ---------------- | --------------------------------- | ----------- |
| 31 december 2014 |                                   |             |
| 1                | Sverige                           | 3 339       |
| 2                | Tyskland                          | 58          |
| 3                | Europeiska unionen: Övriga länder | 43          |
| 4                | Finland                           | 33          |
| 5                | Danmark                           | 31          |
| 5                | Somalia                           | 31          |
| 7                | Bosnien och Hercegovina           | 20          |
| 8                | Asien: Övriga länder              | 18          |
| 9                | Afghanistan                       | 16          |
| 10               | Afrika: Övriga länder             | 15          |
| 11               | Europa utom EU: Övriga länder     | 10          |
| 12               | Polen                             | 8           |
| 13               | Sydamerika                        | 7           |
| 14               | Norge                             | 6           |
| 15               | Iran                              | 5           |
| 16               | Nordamerika                       | 4           |
| 17               | / SFR Jugoslavien/FR Jugoslavien  | 3           |
| 17               | Syrien                            | 3           |
| 17               | Thailand                          | 3           |
| 20               | Island                            | 2           |
| 20               | Kina                              | 2           |
| 22               | Irak                              | 1           |
| 23               | Oceanien                          | 1           |
| 23               | Sovjetunionen                     | 1           |
| 25               | Okänt födelseland                 | 0           |
| 25               | Turkiet                           | 0           |

## Kultur

### Kulturarv
Ett kulturarv i kommunen är Österfors smedja med anor från 1800-talet. Efter att smedjan varit i bruk i knappt 100 år lades verksamheten ner. Den visas numer för allmänheten. Ett annat arv är Råås kvarn, som klassades som byggnadsminne 1987. Kvarnen tillkom under mitten av 1700-talet och var i drift till 1953.

### Kommunvapen
Blasonering: I sköld, medelst vågskuror fyrstyckad av blått och silver, ett svävande utböjt kors av motsatta tinkturer.
Kommunvapnet fastställdes för Ydre landskommun 1963 och går tillbaka på ett häradssigill. Sigillet, från 1578, utgör en relativt realistisk "kartbild" av sundet mellan Lilla-  och Stora Sundsjön. Kommunen påverkades inte av 1970-talsreformen och vapnet registrerades hos PRV år 1974 enligt Kungörelsen om registrering av svenska kommunala vapen (SFS 1973:686).